# U-455
Unterseeboot 455 foi um submarino alemão do Tipo VIIC, pertencente a Kriegsmarine que atuou durante a Segunda Guerra Mundial.

## Comandantes
| Comandante                 | Data                                          |
| -------------------------- | --------------------------------------------- |
| Hans-Heinrich Giessler     | 21 de agosto de 1941 - 22 de novembro de 1942 |
| Kptlt. Hans-Martin Scheibe | 22 de novembro de 1942 - 6 de abril de 1944   |

## Subordinação
Durante o seu tempo de serviço, esteve subordinado às seguintes flotilhas:
| Período                                        | Flotilha                                   |
| ---------------------------------------------- | ------------------------------------------ |
| 21 de agosto de 1941 - 31 de dezembro de 1941  | 5. Unterseebootsflottille (treinamento)    |
| 1 de janeiro de 1942 - 29 de fevereiro de 1944 | 7. Unterseebootsflottille (serviço ativo)  |
| 1 de março de 1944 - 6 de abril de 1944        | 29. Unterseebootsflottille (serviço ativo) |

## Operações conjuntas de ataque
O U-455 participou das seguinte operações de ataque combinado durante a sua carreira:
- Rudeltaktik Hecht (27 de janeiro de 1942 - 4 de fevereiro de 1942)
- Rudeltaktik Pfadfinder (21 de maio de 1942 - 27 de maio de 1942)
- Rudeltaktik Draufgänger (29 de novembro de 1942 - 11 de dezembro de 1942)
- Rudeltaktik Ungestüm (11 de dezembro de 1942 - 30 de dezembro de 1942)
- Rudeltaktik sem nome (11 de julho de 1943 - 23 de julho de 1943)
- Rudeltaktik Schlieffen (14 de outubro de 1943 - 14 de outubro de 1943)